# Brazilian Film Festival of Miami
O Brazilian Film Festival of Miami (BFFM), também conhecido como Inffinito Brazilian Film Festival of Miami ou apenas Inffinito Film Festival, é um festival de filmes brasileiros ou de língua portuguesa que ocorre anualmente na cidade de Miami, EUA.

## Sobre o festival
O BFFM faz parte do The Inffinito Festival Circuit e pretende inserir produções nacionais no mercado internacional e, em especial, no norte-americano.

## Histórico
É realizado desde 1997 no Colony Theatre e faz parte de um circuito internacional de filmes. Premia filmes de longa-metragem e curta-metragem.

## Prêmiações

### Longa-metragem
- melhor filme
- melhor documentário
- melhor diretor
- melhor ator
- melhor atriz
- melhor roteiro
- melhor fotografia
- melhor edição
- melhor direção de arte
- Prêmio do júri

### Curta-metragem
- melhor filme
- melhor diretor
- melhor roteiro
- melhor fotografia
- melhor direção de arte

### Escolha do público
- melhor filme - longa-metragem
- melhor filme - curta-metragem